# Нове-Место-над-Вагом

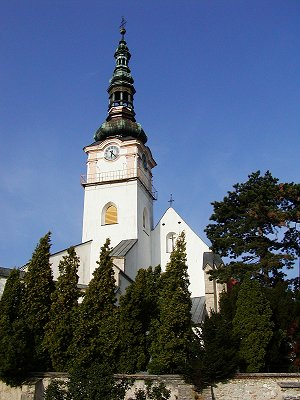
Костёл св. Марии

Нове-Место-над-Вагом (словац. Nové Mesto nad Váhom, нем. Neustadt an der Waag / Neustadt, венг. Vágújhely) — город в западной Словакии на реке Ваг. Население — около 20 тыс. человек.

## История
В местной части Мнешице (Mnešice) были обнаружены доисторическое поселение и стоянка эпохи палеолита, энеолита, поселение культуры полей погребальных урн эпохи поздней бронзы и великоморавские могилы. Позднее славянское поселение превратилось в рыночный посёлок благодаря удачному расположению на перекрестке Поважимской дороги в Моравию с бродом через Ваг.
Первый раз Нове Место вспоминается в 1253 году, когда король Бела IV даровал поселению городские права за помощь войску в отражении монголо-татарского вторжения. Название «Новое» происходит из факта, что старое городище было сожжено монголо-татарами. В старые времена функцией города была торгово-ремесленная. В XVI веке после нападения турок были построены крепостные стены. В XIX веке началась индустриализация, были построены многие фабрики и заводы.

## Население
| Год:                | 1994   | 2004    | 2014    | 2024    |
| ------------------- | ------ | ------- | ------- | ------- |
| Количество человек: | 21 578 | 20 827  | 20 119  | 19 257  |
| Разница:            |        | −3,48 % | −3,39 % | −4,28 % |

## Достопримечательности
- Романско-готический костёл св. Марии
- Лютеранская кирха
- Замок Бецков неподалёку
- Краевой музей

## Известные уроженцы и жители
- Павел Степанович Федор (1884—1952) — педагог, писатель, литературовед, общественно-политический и культурный деятель русофильского направления на Закарпатье.
- Крупа, Виктор (1936 г.р.) — словацкий востоковед-океанист.